# Giro dell'Emilia 1910
Il Giro dell'Emilia 1910, seconda edizione della corsa, si svolse l'8 settembre 1910 su un percorso di 310 km. La vittoria fu appannaggio dell'italiano Luigi Ganna, che completò il percorso in 10h50'15", il quale precedette i connazionali Pierino Albini e Alfredo Sivocci.
I corridori che partirono da Bologna furono 31 mentre coloro che tagliarono il medesimo traguardo furono 17.

## Ordine d'arrivo (Top 10)
| Pos. | Corridore           | Squadra      | Tempo     |
| ---- | ------------------- | ------------ | --------- |
| 1    | Luigi Ganna         | Atala-Dunlop | 10h50'15" |
| 2    | Pierino Albini      | Legnano      | a 8'23"   |
| 3    | Alfredo Sivocci     | Legnano      | a 16'15"  |
| 4    | Fedele Dradi        | -            | a 17'45"  |
| 5    | Clemente Canepari   | OTAV         | a 18'35"  |
| 6    | Ernesto Azzini      | Legnano      | a 24'15"  |
| 7    | Luigi Chiodi        | Peugeot      | a 27'27"  |
| 8    | Giovanni Cocchi     | OTAV         | a 32'43"  |
| 9    | Giovanni Cervi      | -            | s.t.      |
| 10   | Giovanni Rossignoli | OTAV         | a 42'30"  |